# バンデロール
株式会社バンデロール（英称：Banderole Co.,Ltd）は、静岡県沼津市に本社を置くベーカリーチェーンである。

## 概要
1949年（昭和24年）3月、二本松製パン所創業。1972年（昭和47年）8月、株式会社バンデロール設立。株式会社エヌビーエス（旧ヌマヅベーカリー）の直売部門として開業した後に分社化した。
静岡県を中心とし、東京都、埼玉県、千葉県、神奈川県、愛知県の1都5県に店舗を展開している。スーパーマーケットやショッピングセンター内で焼き立てパンの製造販売を行うインストアベーカリー業態を主体とする。
店舗名は「バンデロール」「こむぎ工房」「ブレッドバスケット」「B's CAFE」「スマイルベーカリーBee」など複数のブランドで展開しているが、「スマイルベーカリーBee」は駐車場を備えた路面店業態の店舗である。
静岡県東部・中部の店舗、一部のスーパーマーケット、サービスエリアでは、静岡県で人気の菓子パン「のっぽパン」を販売している。